# Cantone di Onzain
Il Cantone di Onzain è una divisione amministrativa dell'Arrondissement di Blois.
È stato costituito a seguito della riforma approvata con decreto del 21 febbraio 2014, che ha avuto attuazione dopo le elezioni dipartimentali del 2015.

## Composizione
Comprende i 26 comuni di:
- Averdon
- Chambon-sur-Cisse
- Champigny-en-Beauce
- La Chapelle-Vendômoise
- Chouzy-sur-Cisse
- Coulanges
- Fossé
- Françay
- Herbault
- Lancôme
- Landes-le-Gaulois
- Marolles
- Mesland
- Molineuf
- Monteaux
- Onzain
- Orchaise
- Saint-Bohaire
- Saint-Cyr-du-Gault
- Saint-Étienne-des-Guérets
- Saint-Lubin-en-Vergonnois
- Saint-Sulpice-de-Pommeray
- Santenay
- Seillac
- Veuves
- Villefrancœur